# Programa de Isenção de Vistos
O Visa Waiver Program (VWP; em português Programa de Isenção de Visto) é um programa do governo dos Estados Unidos que permite a cidadãos de 42 países ingressar nos Estados Unidos da América para viagens a turismo ou negócios de até noventa dias sem a necessidade de obtenção prévia de visto.
O programa de isenção de visto foi introduzido em 1986 com o fim de facilitar as viagens de turismo e negócios de curta duração para nacionais de países com baixos índices de imigração ilegal nos Estados Unidos.

Países incluídos no Visa Waiver Program (verde)

## Países isentos
Os 42 países que participam do programa de isenção de visto são:
- Alemanha, Andorra, Austrália, Áustria, Bélgica, Brunei, Catar, Chéquia, Chile, Coreia do Sul, Croácia, Dinamarca, Eslovénia, Eslováquia, Espanha, Estónia, Finlândia, França, Grécia, Hungria, Irlanda, Islândia, Israel, Itália, Japão, Letónia, Liechtenstein, Lituânia, Luxemburgo, Malta, Mónaco, Noruega, Nova Zelândia, Países Baixos, Polónia, Portugal, Reino Unido[a], São Marino, Suécia, Suíça, Singapura e Taiwan (ROC)

Para gozar da isenção, o indivíduo deve ser titular da nacionalidade de um dos 42 países acima. Residentes permanentes nestes países não podem usufruir da isenção.
Desde o dia 9 de agosto de 1999, os cidadãos portugueses estão isentos de visto para entrar nos Estados Unidos, sendo o único país lusófono incluído na lista.

## Países Candidatos
Alguns países são candidatos a membros do VWP. Esses países são chamados "road map" (no caminho). A entrada de um país no programa requer uma avaliação detalhada do Departamento de Segurança Interna dos Estados Unidos. Não há regra estabelecendo quanto tempo um país pode ser nomeado "road map" antes de ser aprovado ou rejeitado para o programa.
Desde 2005, os Estados Unidos estão em negociações com os "road map" que estão interessados em juntar-se ao programa. São eles: 
- Argentina[b], Bulgária, Brasil, Chipre, Hong Kong, Roménia e Uruguai[c].

## Requisitos para o programa de isenção
Os requisitos para o programa de isenção de visto são os seguintes:

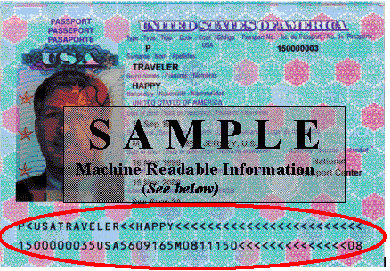
1 - um passaporte com banda de leitura ótica circulada em vermelho.
Alguns denominam esta banda de leitura ótica erroneamente de "código de barras".

### Passaportes
Todos os viajantes devem possuir passaportes individuais. Não são aceites crianças incluídas no passaporte de um dos pais.
Os requisitos para o tipo de passaporte variam com sua data de emissão:
- Passaportes emitidos (ou renovados) antes de 26 de outubro de 2005 devem conter uma banda de leitura ótica (machine readable passport). (ver figura 1 ao lado)
- Passaportes emitidos (ou renovados) depois de 26 de outubro de 2005 devem conter a banda de leitura ótica (machine readable passport) e fotografia digitalizada do titular, ou seja, a fotografia deve ser digitalizada e depois impressa no passaporte (e não colada).
- Passaportes emitidos (ou renovados) depois de 26 de outubro de 2006 devem conter um chip com os dados biométricos do titular. (ver figura 2 ao lado)

### A validade do passaporte
Normalmente é exigido que o passaporte tenha uma validade de no mínimo seis meses a partir da data prevista de saída dos Estados Unidos. Todavia, esta exigência pode variar ligeiramente. Ver detalhes em inglês (formato pdf)
Segundo o Boletim da CBP, Portugal é um dos países que está isento desta regra. A lista de países que estão isentos pode ser consultada no seguinte link

### Outros requisitos
Os demandantes da isenção de visto também devem:
- ter cumprido todos os requisitos em anteriores viagens aos Estados Unidos;
- não ser inelegível para um visto;
- não pretender permanecer nos Estados Unidos com um objetivo diferente do turismo ou negócio de até noventa dias. Especificamente, jornalistas não podem usufruir do programa de isenção se a visita for a serviço.
- pagar uma taxa de 6 dólares se a entrada for efetuada por terra. Para os que entram via aérea ou marítima o custo da taxa está registrado no site do programa.

Aqueles que não preencham todos os requisitos devem solicitar um visto de ingresso num consulado ou embaixada dos Estados Unidos da América em seu país de residência.

## Restrições ao programa de isenção de visto
Uma pessoa que entra nos Estados Unidos isenta do visto não pode pedir uma extensão do tempo de permanência (não podem solicitar extensão para permanecer além dos três meses permitidos).

### Cidadãos do Canadá e das Bermudas
Nacionais do Canadá e das Bermudas tampouco necessitam de visto para ingressar aos Estados Unidos, porém eles seguem outra legislação de isenção.

### Cidadãos da Hungria
Os cidadãos húngaros não nascidos na Hungria, ou seja, pessoas que adquiriram a cidadania por tempo de residência ou por laços familiares ou étnicos, tampouco são elegíveis para a isenção.

### Cidadãos da União Europeia
Entre os países-membros da União Europeia não gozam da isenção de visto os nacionais da Bulgária, do Chipre e da Roménia.